# Him Too
Ruch Him Too (lub #HimToo) – ruch przeciwko fałszywym oskarżeniom o gwałt. #HimToo zaczął się rozprzestrzeniać w październiku 2018 roku po tweecie od matki o tym, że jej syn boi się randek z powodu fałszywych oskarżeń o gwałt. Nabrał on większego znaczenia podczas przesłuchań Bretta Kavanaugha. Ruch #HimToo jest postrzegany jako odpowiedź na zarzuty o napaść seksualną z ruchu Me Too.

## Historia
Znaczenie hashtagu #HimToo stale się zmieniało przez cały czas jego istnienia. Kiedy po raz pierwszy użyto go przed 2015 rokiem, #HimToo nie miało żadnego politycznego znaczenia. Było po prostu potwierdzeniem udziału lub obecności mężczyzny w jakiejś aktywności.
HimToo po raz pierwszy zaczął nosić polityczne konotacje w 2016 roku, chociaż nadal nie był używany w sprawach dotyczących zarzutów gwałtu lub kwestii związanych z płcią. Zamiast tego, był to sposób na okazanie poparcia dla senatora Tima Kaine'a z Wirginii oraz kandydatki Hillary Clinton w wyborach prezydenckich w 2016 roku. W tym czasie hashtag #ImWithHer odnosił się do Clinton, podczas gdy #HimToo był związany z Kainem. Ostatecznie, zwolennicy Donalda Trumpa użyli tego samego hashtagu #HimToo do krytykowania Hillary Clinton i Baracka Obamy, używając #LockHerUp, a następnie #HimToo.
HimToo stał się związany z fałszywymi oskarżeniami o gwałt po pojawieniu się ruchu #MeToo, kiedy matka w Stanach Zjednoczonych tweetowała o swoim synu hashtagiem #HimToo. Twierdziła, że jej syn, Pieter Hanson, boi się chodzić na randki z powodu fałszywych zarzutów o gwałt. Sam Hanson odciął się od tweetów swojej matki mówiąc, że nie unika randek z obawy przed fałszywym oskarżeniem o nadużycia seksualne, nigdy nie popierał i nigdy nie będzie popierał #HimToo, oraz że popiera ruch #MeToo. Jednak hashtag stał się coraz bardziej popularny za krytykowanie zarzutów o gwałt, zwłaszcza po tym, jak aktorka Asia Argento, jedna z głównych przywódczyń ruchu #MeToo, została oskarżona o napaści na tle seksualnym.
Podczas przesłań Bretta Kavanaugha hasztag #HimToo został ponownie spopularyzowany w obronie Kavanaugha. Ludzie używali hashtagu #HimToo, aby wyrazić poparcie dla Kavanaugha i krytykowali kobiety, które złożyły fałszywe oskarżenia o gwałt. Hashtag następnie ewoluował i stał się bardziej ogólnie używany do obrony mężczyzn przed fałszywymi oskarżeniami o gwałt. #HimToo stał się antytezą #MeToo jako wezwanie do uczciwości wobec mężczyzn podczas przesłuchań dotyczących napaści na tle seksualnym poprzez stwierdzenie, że mężczyznom nie należy sugerować winy przed rozpoczęciem przesłuchań dotyczących napaści na tle seksualnym.

## Zjazd #HimToo
17 listopada 2018 roku, w centrum Portland w Oregonie, odbył się zjazd wspierający ruch #HimToo, którego gospodarzem była członkini Patriot Prayer, Haley Adams. Według Adams, ona i około 40 innych osób zebrało się, aby okazać wsparcie dla mężczyzn, którzy są ofiarami fałszywych oskarżeń o gwałt, za co obwiniają ruch #MeToo. Prelegenci podzielili się opowieściami o fałszywych oskarżeniach o gwałt i mówili o innych kwestiach dotyczących praw mężczyzn. Po wiecu zorganizowanym przez grupę, większa liczba antyfaszystowskich demonstrantów z lewicy zaatakowała ich. Protestujący zaczęli używać gazu pieprzowego i fajerwerków, a także rzucać butelkami, flarami i bombami dymnymi. Sprzeciwiające się wiece zakończyły się aresztowaniami sześciu osób.

## Krytyka
Krytyka ruchu Him Too skupia się przede wszystkim na tym, że rzekomo źle oddaje częstotliwość fałszywych zarzutów o napaść na tle seksualnym. Krytycy twierdzą, że ruch HimToo zniechęca mężczyzn, którzy mają do czynienia z przemocą seksualną, do zgłaszania się, ponieważ tworzy linię płci, gdzie mężczyźni są oskarżani, a kobiety wysuwają oskarżenia. Twierdzą, że ruch HimToo dyskredytuje ideę, że mężczyźni mogą być również napastowani seksualnie, i podaje w wątpliwość, że tym, którzy się zgłaszają, można wierzyć.